# Amakusanthura californiensis
Amakusanthura californiensis là một loài chân đều trong họ Anthuridae. Loài này được Schultz miêu tả khoa học năm 1964.